# 7e armée (États-Unis)
Pour les articles homonymes, voir 7e armée.
La 7e armée américaine (Seventh United States Army) est la composante terrestre du United States European Command chargé des opérations militaires américaines dans la zone de responsabilité de ce commandement. En janvier 1967, l'USAREUR et l'état-major de la 7e armée sont combinés pour devenir l’US Army Europe/Seventh Army. Près de quarante ans plus tard, le nom de 7e armée est abandonné, lorsqu'en 2006 il est déclaré que la désignation officielle serait United States Army Europe (USAREUR), jusqu'au 20 novembre 2020 où elle devient la United States Army Europe and Africa.

## Historique

### Seconde Guerre mondiale
La 7e armée fut la première armée américaine à prendre part au combat pendant la Seconde Guerre mondiale, lorsque le 1er corps blindé, corps d'armée sous le commandement du lieutenant-général George Patton, fut rebaptisé le 10 juillet 1943.
La 7e armée débarqua sur plusieurs plages dans le sud de la Sicile et s'empara de la ville de Palerme le 22 juillet, et avec la 8e armée britannique captura Messine le 16 août. Lors des combats, ils tuèrent ou capturèrent plus de 113 000 soldats ennemis. La 7e armée resta relativement inactive jusqu'en janvier 1944 lorsque le lieutenant-général Mark Clark fut nommé commandant et commença à planifier l'invasion du sud de la France.
L'invasion reçut au départ le nom de code Opération Anvil, mais fut changé pour Opération Dragoon avant le débarquement. En mars 1944, le lieutenant-général Alexander Patch fut affecté au commandement de l'armée qui se déplaça à Naples, en Italie, en juillet. Le 15 août 1944, les unités de la 7e armée attaquèrent les plages du sud de la France dans la région de Saint-Tropez et Saint-Raphaël. En un mois, la 7e déploya trois divisions américaines et cinq divisions françaises. Au cours de cette période, elle libéra Marseille, Lyon, Toulon, et l'ensemble du sud de la France.
L'armée pressa ensuite les forces allemandes dans les Vosges, pénétra dans la plaine d'Alsace, et atteignit le Rhin après la capture de la ville de Strasbourg. Au cours de la bataille des Ardennes, la 7e armée élargit ses flancs afin de prendre en charge une partie de la zone dévolue à la 3e armée américaine pour permettre à cette dernière d'aider les forces américaines encerclées à Bastogne. Avec la 1re armée française, la 7e passa à l'offensive en février 1945 et élimina la poche de Colmar.
Le 7e entra alors dans la Sarre, captura Nuremberg et Munich, traversa le col du Brenner, et fit la jonction avec la 5e armée américaine sur le sol italien. En moins de neuf mois de combats incessants, la 7e avança sur plus de 1 600 km.
La 7e armée fut inactivée en mars 1946, en Allemagne, réactivée pour neuf mois en 1947 à Atlanta, en Géorgie.

### Création de l'USAREUR
Lorsque la guerre prit fin en Europe le 8 mai 1945, le QG de l'European Theater of Operations United States Army (ETOUSA) était à Versailles, en France. Comme Eisenhower et son équipe commencèrent à préparer l'occupation de l'Allemagne, l'état-major de l'ETOUSA s'installa à Francfort, en Allemagne, avec le Supreme Headquarters Allied Expeditionary Force et l'Office of Military Government, United States. L'ETOUSA fut rebaptisé United States Forces European Theater (UFSET) le 1er juillet 1945.
Le 15 mars 1947, l'USFET fut rebaptisé European Command (EUCOM), et entre février et juin 1948, le QG fut transféré à Campbell Barracks à Heidelberg, où il demeure à ce jour.
Avec le début de la guerre de Corée, la 7e armée est réactivée à Stuttgart en novembre 1950.
Un nouveau projet d'Unified Combatant Command voit le jour, créant l'United States European Command (USEUCOM ou abrégé EUCOM) à Francfort (Allemagne), le 1er août 1952. Ce jour-là, le QG de l'armée à Heidelberg, anciennement connu sous le nom EUCOM, devint United States Army Europe (USASEUR).

### Guerre froide

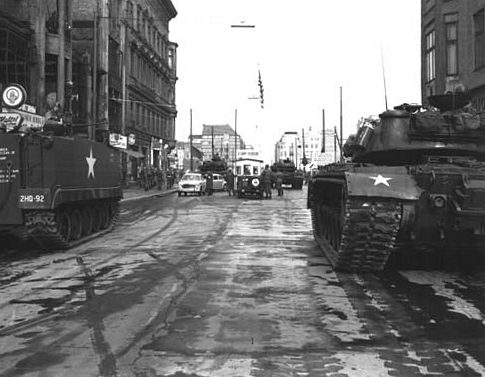
Face à face entre blindés soviétiques et américains au Checkpoint Charlie à Berlin le 27 octobre 1961.

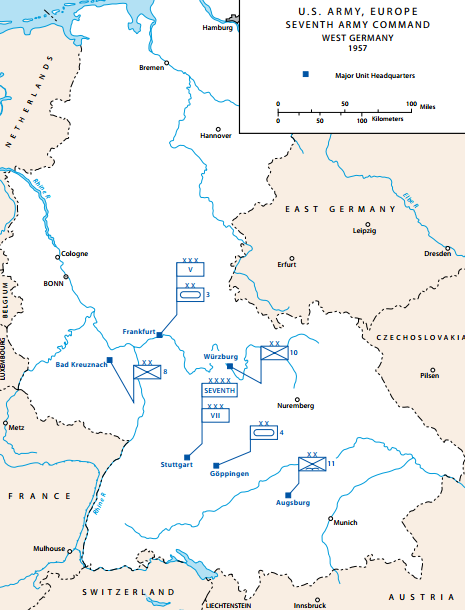
Quartiers généraux des formations de la 7e armée américaine en Allemagne de l'Ouest en 1957.

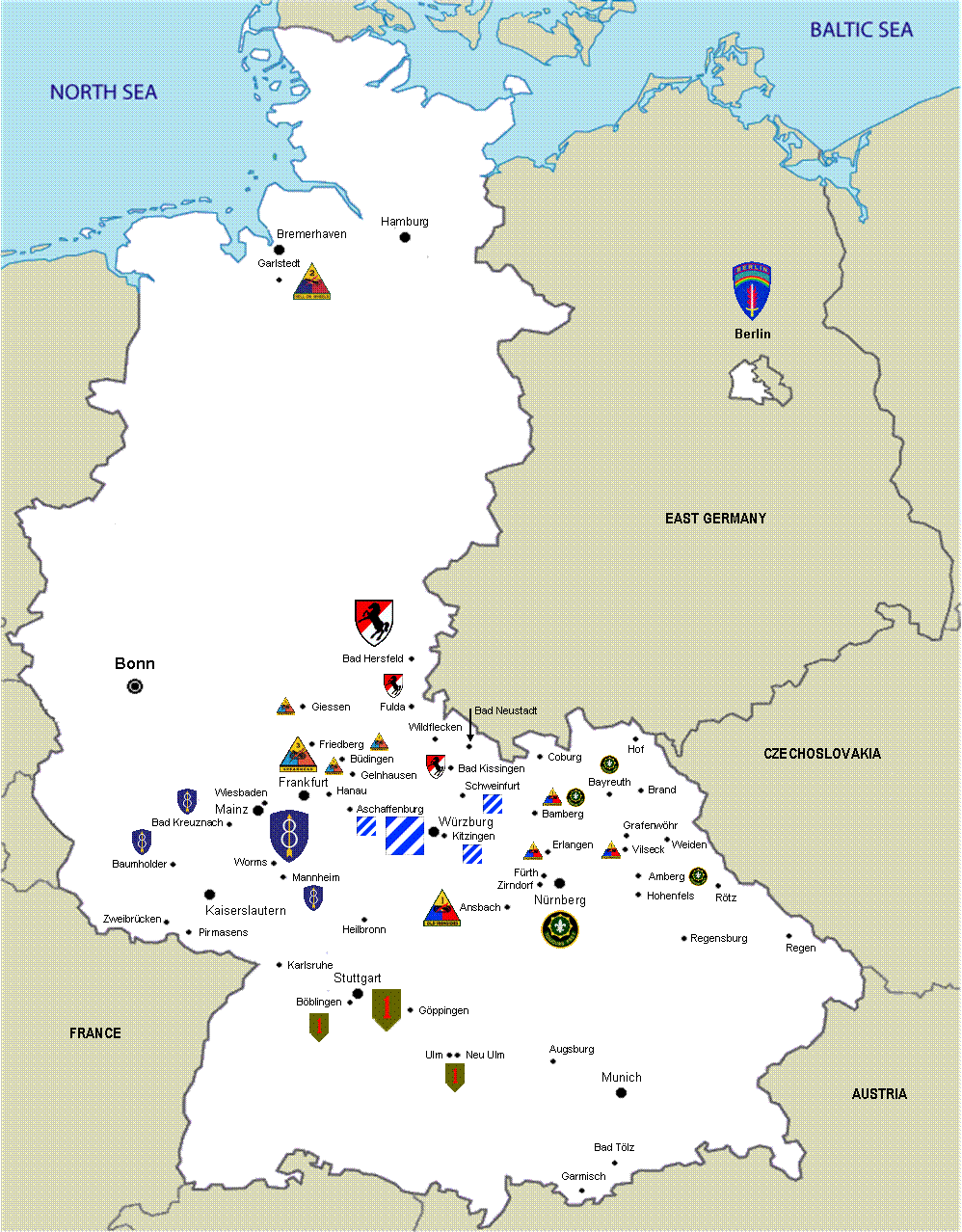
Formations de la 7e armée américaine en Allemagne de l'Ouest en 1987. Plus de 180000 militaires américains étaient alors présents dans ce pays. :
- 1re division blindée
- 2e division blindée
- 3e division blindée
- 1re division d'infanterie
- 3e division d'infanterie
- 8e division d'infanterie
- 2e régiment de cavalerie blindé
- 11e régiment de cavalerie blindé
- Berlin Brigade

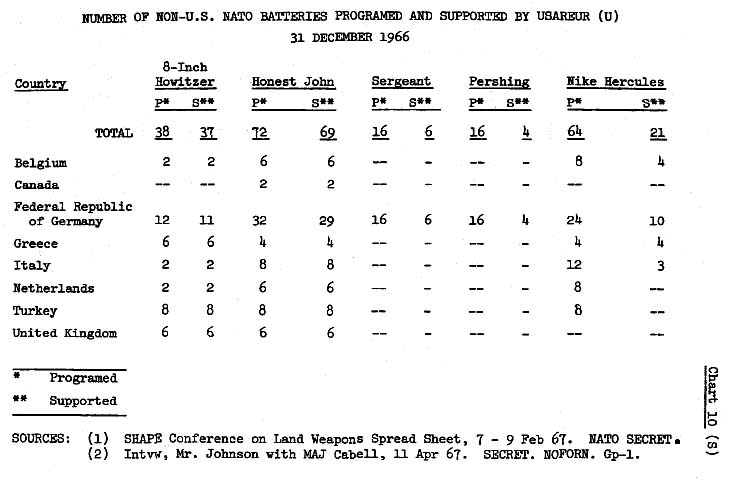
Batteries des membres de l’OTAN étant approvisionné en arme nucléaire tactique par la 7e armée en 1966.

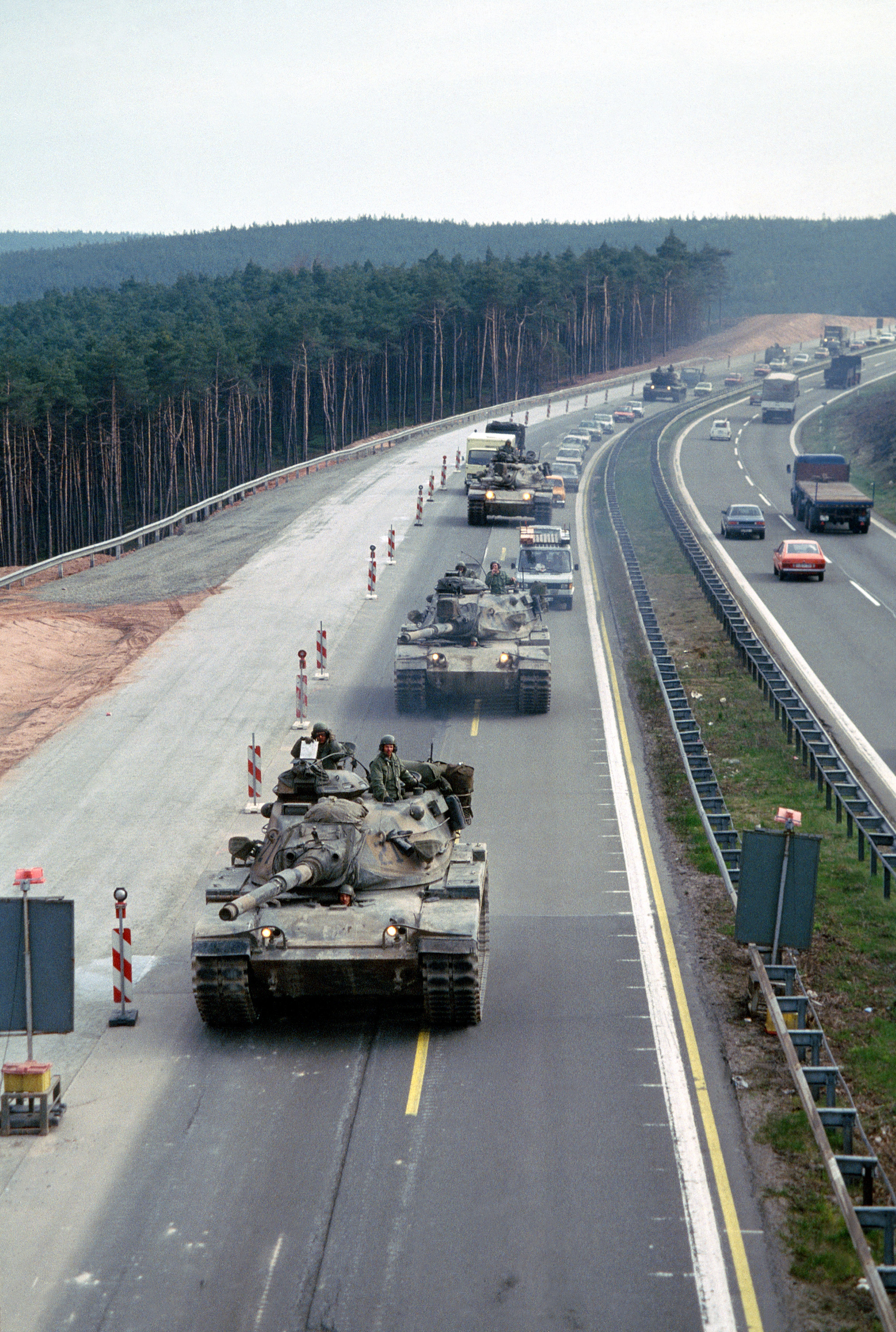
Véhicules du Armored Division vers Sembach Air Base sur l'autoroute 63 ouest-allemande en 1982

En 1953, l'armistice mettant fin à la guerre de Corée fut signé, et les tensions commencèrent à s'atténuer en Europe.
Le 15 juillet 1958, les forces de l'USAREUR reçurent l'ordre d'aider le gouvernement libanais. La Task Force 201 fut la composante terrestre de l'Opération Blue Bat qui déploya rapidement plus de 8 000 soldats de l'Europe vers Beyrouth par voie aérienne et maritime. Comme la situation se stabilisa rapidement, toutes les forces américaines furent redéployées dans les 4 mois.
Bien que le blocus de Berlin fut fini, les tensions politiques restèrent élevées en Europe. Dans la nuit du 12 août 1961, les Soviétiques fermèrent les frontières et commencèrent à construire le mur de Berlin, isolant les trois secteurs occidentaux de la ville à la fois de l'Allemagne de l'Est et de Berlin-Est. En réponse, les États-Unis déployèrent un régiment de cavalerie blindée supplémentaire en Europe, avec des unités de soutien supplémentaires. Les forces de l'USAREUR atteignirent un effectif de 277 342 hommes en juin 1962 tandis que la crise s'aggravait. Le commandement envoya un groupement tactique d'infanterie à Berlin pour renforcer la garnison existante. La crise de Berlin se calma entre 1962 à 1963, et les forces supplémentaires retournèrent aux États-Unis.
Dans le cadre de l'OTAN, l'USAREUR à la charge de livrer des armes nucléaires tactiques sous double clé à des unités alliés.
En janvier 1967, l'USAREUR et l'état-major de la 7e armée furent combinés pour devenir l’US Army Europe / Seventh Army. Dans le même temps, la France se retira de la structure militaire de l'OTAN et les forces américaines furent retirées de France. Le QG des communications fut déplacé d'Orléans à Worms (Allemagne), et plus tard à Kaiserslautern. l'USEUCOM déménagea à Stuttgart. Le premier redéploiement de troupes présentes en Allemagne se déroula en 1968, avec la suppression de près de 28 000 militaires.
Dans les années 1960 et début des années 1970, les besoins de la guerre du Viêt Nam diminuèrent les forces assignées à l'USAREUR, parfois de manière drastique. Au fur et à mesure du désengagement progressif des américains dans cette guerre, les forces commencèrent à revenir en Europe.
Lors des années 1970, les préoccupations furent de protéger les forces en présence en Allemagne, tandis que des groupes palestiniens menaient des opérations terroristes en Europe, comme l'enlèvement des athlètes israéliens lors des Jeux olympiques de Munich en 1972, ou que la Fraction armée rouge et les Brigades rouges ciblèrent les installations américaines et son personnel par des attentats, des enlèvements et assassinats. En mai 1972, des bombes explosèrent au QG du V Corps à Francfort, tuant un lieutenant-colonel, et à Campbell Barracks à Heidelberg, tuant trois soldats. Les installations américaines ont été attaqués de façon sporadique tout au long du reste de la décennie. Le 15 septembre 1982, une tentative d'assassinat fut menée contre commandant de l'USAREUR Frederick J. Kroesen et son épouse alors qu'ils se déplaçaient à travers Heidelberg, le coffre de l'automobile dévia la roquette anti-char RPG-7. En 1985, un soldat fut attiré dans une boîte de nuit de Wiesbaden et tué pour sa carte d'identification, qui fut ensuite utilisée le lendemain pour entrer dans la Rhein-Main Air Base, déposant une bombe qui tua deux personnes. En 1986, un attentat à la bombe dans une discothèque de Berlin fréquentée par des membres des forces armées américaines tua deux soldats (déclenchant l'opération El Dorado Canyon en représailles contre la Libye).

### Guerre du Golfe
La fin des années 1980 et le début des années 1990 virent l'ouverture du mur de Berlin, la réunification allemande et l'effondrement de l'Union soviétique, et amena à l'inactivation de plusieurs unités de l'USAREUR.
L'Irak envahit le Koweït en août 1990 déclencha la guerre du Golfe qui opposa l'Irak à une coalition de 34 États, soutenue par l'Organisation des Nations unies. Les premiers déploiements de l'USAREUR en Arabie saoudite comprenait le 45th Medical Company et des éléments avancés du 12th Aviation Brigade, qui déployèrent en septembre deux bataillons d'hélicoptères d'attaque Apache, une compagnie d'hélicoptère éclaireur Kiowa, une compagnie d'hélicoptère utilitaire Black Hawk, une section de Chinook, avec leurs unités de soutien connexe et de maintenance. Ceux-ci furent rapidement suivis par des spécialistes du renseignement, des experts en guerre chimique, du personnel logistique, ainsi que la quasi-totalité du VIIe corps d'armée.
Le total des contributions de l'USAREUR à la guerre du Golfe comprenaient 95 bataillons de 87 800 soldats, 4 600 véhicules à chenilles, 27 300 véhicules et 197 000 tonnes de munitions.

### Guerres de Yougoslavie
De 1990 à 1995, l'USAREUR mena principalement des opérations humanitaires dans la région des Balkans au début des guerres de Yougoslavie. En octobre 1992, l'USAREUR envoya le 212th Mobile Army Surgical Hospital du 7th Medical Command à Zagreb, en Croatie, pour fournir une aide médicale à la FORPRONU. De 1993 à 1995, le 5th Quartermaster Company de l'USAREUR, en collaboration avec l'US Air Force Europe, achemina de l'aide humanitaire dans la région.
En juin 1993, le commandement forma la Task Force Able Sentry dans l'ancienne République yougoslave de Macédoine, installant son QG à Camp Able Sentry près de la capitale Skopje. Ces forces, avec celles de 26 autres pays, faisaient partie à l'origine de la FORPRONU, qui est devenue en 1995 la Force de Déploiement Préventif des Nations unies (FORDEPRENU), afin de dissuader la propagation des conflits armés. À l'expiration du mandat initial de l'ONU en février 1999, l'USAREUR rebaptisa son détachement Task Force Sabre, avec pour mission de protéger les installations et l'équipement américain. Ils furent relevés en juin 1999 par la composante américaine de la KFOR, la Task Force Falcon. Les soldats américains quittèrent Camp Able Sentry en 2002, mais exploitèrent le site comme base logistique jusqu'à août 2004, lorsque l'OTAN prit le contrôle du camp.
En Bosnie-Herzégovine, après que les Accords de paix de Dayton furent signés en novembre 1995, la 1re division blindée de l'USAREUR commença à se déployer, le premier C-130 atterrissant à Tuzla le 2 décembre, et les premiers trains partant d'Allemagne le 8 décembre. Un obstacle majeur au déploiement de la 1re Division Blindée fut le pont qui enjambait la rivière Save et détruit pendant la guerre civile. La construction d'un pont flottant, le plus long de l'histoire militaire avec 620 mètres de long, entre la Croatie et la Bosnie-Herzégovine débuta le 22 décembre. En dépit de la fonte des neiges augmentant le débit de la rivière et, plus tard, du gel, le pont fut achevé le 31 décembre et le premier char M1 Abrams traversa le pont à 10 heures. La division fit partie de la Task Force Eagle au sein de l'IFOR mis en œuvre par l'OTAN, avec pour mission de mettre en œuvre et surveiller les aspects militaires de l'accord, faire respecter le cessez-le-feu, surveiller le marquage des frontières et des zones de séparation entre les anciennes factions belligérantes, et de superviser le retrait des combattants ainsi que des armes lourdes. L'IFOR fut remplacé en décembre 1996 par une plus petite force de l'OTAN, la SFOR, dont la mission était de dissuader la reprise des hostilités. Le 24 novembre 2004, la Task Force Eagle fut officiellement dissoute et la base de Tuzla fermée, les forces de l'Union européenne prenant le relais de la mission en Bosnie.
Début 1999, en réponse à la montée des tensions ethniques au Kosovo et de l'augmentation des forces militaires et paramilitaires dans ce conflit entraînant la mort de plus de 1 500 kosovars albanais et 400 000 réfugiés, l'USAREUR forma la Task Force Falcon, avec la 1re division blindée comme élément central. Le 9 juin 1999, après une campagne aérienne peu concluante, la Task Force Falcon déploya ses forces et entra au Kosovo le 12 juin 1999, dans le cadre de l'opération Joint Guardian. Cette force de maintien de la paix conduite par l'OTAN, fut mandatée par l'ONU pour séparer les factions belligérantes, superviser le retrait des forces serbes et interdire la circulation des armes aux insurgés. Le 17 février 2008, l'Assemblée du Kosovo déclara l'indépendance du Kosovo. Actuellement[Quand ?], l'armée américaine, avec environ 800 soldats, est le principal pourvoyeur du Multinational Task Force-East (MNTF-E), dont le siège est près de Uroševac à Camp Bondsteel, dans le cadre de la KFOR. La majorité des soldats américains proviennent de l'Army National Guard, où à chaque rotation d'environ neuf mois, un État des États-Unis différent reprend le commandement.

### Guerres duXXIesiècle
En 2000, l'armée de terre américaine en Europe dispose des éléments avancés d'une division blindée et d'une division mécanisé et le matériel stockés dans ses dépôts peuvent équipé deux brigades lourdes en Europe Centrale et une en Italie.
Les attentats du 11 septembre 2001 n'affecta pas directement la 7e armée. Cependant, la guerre d'Irak entraîna le déploiement du QG du V Corps en Irak, de même que la 173e brigade aéroportée, et après la campagne, de la 1re Division blindée pour assurer l'occupation. Avec une partie de la 1re division d'infanterie également déployé en Irak, et d'autres forces de maintien de la paix aux Balkans, la Septième Armée fut pratiquement dépouillée de toutes formations de combat. Le retour de la 173e brigade, du V Corps et de la 1re division blindée début 2004, fut suivie par le déploiement du reste de la 1re division d'infanterie pour l'occupation.
Les plans de réorganisation de l'armée américaine de 2005 amenèrent la 1re Division Blindée et la 1re division d'infanterie à être relocalisé aux États-Unis respectivement à Fort Bliss (Texas) et Fort Riley (Kansas).
Des décisions prises en 2006 déclarent que le nom de 7e armée est abandonné et que la désignation officielle serait United States Army Europe (USAREUR), cette dernière étant autorisée à utiliser et porter les insignes de la 7e armée.
En avril 2013, après la dissolution de deux brigades (170e et 172e), l'US Army rapatrie temporairement sa composante blindée d'Europe.
Le quartier-général du Ve corps d'armée est désactivé le 15 septembre 2013, et de nombreux rapatriement et suppressions d'unités sont alors prévus jusqu'en 2016.
En 2014, il ne reste en Europe comme unités de combat permanente que la 174e brigade aéroportée répartie entre l'Italie et l'Allemagne et un régiment de cavalerie en Allemagne. L'effectif global étant de 31 000 hommes en décembre 2014.
À la suite de la crise ukrainienne de 2013-2014 et la demande de réassurance des pays d'Europe de l’Est et du Nord face à la Russie, le Plan d'action « réactivité » de l'OTAN est mis en place, l'équipement nécessaire à une brigade mécanisée, (six bataillons et un escadron de reconnaissance) dont 150 chars M1 et VCI M2 est prépositionné entre début 2014 et fin 2015 en Europe de l'Est.
Le 20 novembre 2020, le quartier-général avancé du Ve corps est inauguré a Poznań en Pologne. et avec la consolidation des commandements des U.S. Army Europe es U.S. Army Africa, ce commandement devient le 20 novembre 2020 le United States Army Europe and Africa

## Organisation en 2012
Unités
- V Corps : Wiesbaden, Allemagne

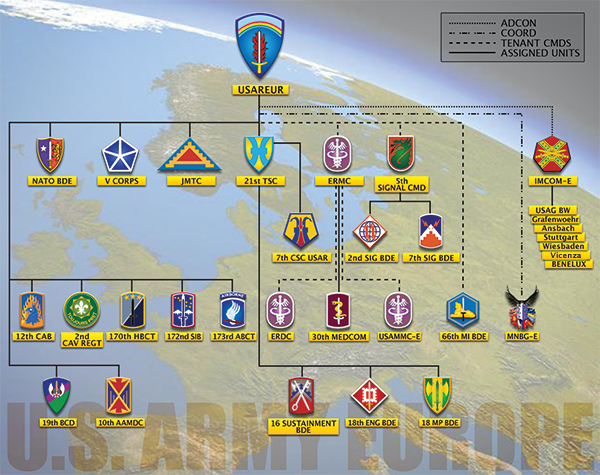
Représentation graphique des unités de l'USAREUR en 2012.

- 2nd Stryker Cavalry Regiment : Vilseck, Allemagne
- 170th Infantry Brigade : Baumholder, Allemagne
- 172nd Infantry Brigade : Grafenwöhr, Allemagne
- 173rd Airborne Brigade Combat Team : Vicenza, Italie
- 12th Combat Aviation Brigade : Ansbach, Allemagne
- 7th Army Joint Multinational Training Command : Camp d'entrainement de Grafenwöhr, Allemagne
- US Army NATO Brigade : Heidelberg, Allemagne
- 19th Battlefield Coordination Detachment : Kaiserslautern, Allemagne
- 10th Army Air & Missile Defense Command : Kaiserslautern, Allemagne
- 21st Theater Sustainment Command : Kaiserslautern, Allemagne
- 7th Civil Support Command (Reserve) : Kaiserslautern, Allemagne
  - 18th Engineer Brigade : Schwetzingen, Allemagne
  - 16th Sustainment Brigade : Bamberg, Allemagne
  - 18th Military Police Brigade : Sembach, Allemagne
  - 405th Army Field Support Brigade
  - 409th Army Contracting Support Brigade
  - 7th Civil Support Command
  - 266th Financial Management Center

Commandements partagés :
- 66th Military Intelligence Brigade: Wiesbaden, Allemagne
- 5th Signal Command: Wiesbaden, Allemagne
  - 2nd Signal Brigade
  - 7th Signal Brigade (Tactical Theater)
- Europe Regional Medical Command: Heidelberg, Allemagne
  - 30th Medical Command: Heidelberg, Allemagne
  - Europe Regional Dental Command: Heidelberg, Allemagne

Autres unités en Europe :
- 202nd Military Police Group (Criminal Investigation Division): Kaiserslautern, Allemagne
- Installation Management Command – Europe : Heidelberg, Allemagne
- Joint Task Force East, Roumanie
- Multi-National Task Force East, Kosovo
- United States Army Expeditionary Contracting Command, Europe : Kaiserslautern, Allemagne

## Sources
- (en) Cet article est partiellement ou en totalité issu de l’article de Wikipédia en anglais intitulé « United States Army Europe » (voir la liste des auteurs).